# Dél-afrikai Munkáspárt
A Dél-afrikai Munkáspárt (afrikaans nyelven: Suid-Afrikaanse Arbeidersparty) egy dél-afrikai szociáldemokrata párt volt, amely 1910 márciusában alakult az újonnan létrehozott Dél-Afrikai Unióban, különböző szakszervezetek, a Transvaali Független Munkáspárt és a Natali Munkáspárt egyesülését követően.
Leginkább a városi fehér munkások támogatták. 

## Választási eredményei
| Év   | Vezető            | Szavazatok | %      | Mandátumok | +/–     | Pozíció |                                   |
| ---- | ----------------- | ---------- | ------ | ---------- | ------- | ------- | --------------------------------- |
| 1910 | Frederic Creswell |            |        | 4 / 121    | 4       | 3.      | ellenzék                          |
| 1915 | Frederic Creswell | 24 755     | 9,63%  | 4 / 130    | Állandó | 4.      | ellenzék                          |
| 1920 | Frederic Creswell | 40 639     | 14,64% | 21 / 134   | 17      | 4.      | ellenzék                          |
| 1921 | Frederic Creswell | 39 406     | 13,82% | 9 / 134    | 12      | 3.      | ellenzék                          |
| 1924 | Frederic Creswell | 45 380     | 14,35% | 18 / 135   | 9       | 3.      | kormánykoalíció (NP-SAAP)         |
| 1929 | vitatott          | 33 919     | 9,86%  | 8 / 148    | 10      | 3.      | kormánykoalíció (NP-SAAP)         |
| 1933 | Walter Madeley    | 20 276     | 6,34%  | 2 / 150    | 6       | 4.      | ellenzék                          |
| 1938 | Walter Madeley    | 48 641     | 5,87%  | 3 / 150    | 1       | 4.      | ellenzék (1939-ig)                |
| 1943 | Walter Madeley    | 38 206     | 4,36%  | 9 / 150    | 6       | 3.      | háborús kormánykoalíció (1945-ig) |
| 1948 | John Christie     | 27 360     | 2,57%  | 6 / 150    | 3       | 4.      | ellenzék                          |
| 1953 | John Christie     | 34 730     | 2,87%  | 5 / 156    | 1       | 3.      | ellenzék                          |
| 1958 | Alex Hepple       | 2670       | 0,23%  | 0 / 156    | 5       | 5.      | nem jutott be                     |

## Fordítás
Ez a szócikk részben vagy egészben  a   Labour Party (South Africa) című angol Wikipédia-szócikk ezen változatának fordításán alapul.  Az eredeti cikk szerkesztőit annak laptörténete sorolja fel. Ez a jelzés csupán a megfogalmazás eredetét és a szerzői jogokat jelzi, nem szolgál a cikkben szereplő információk forrásmegjelöléseként.